# Muro de arrimo

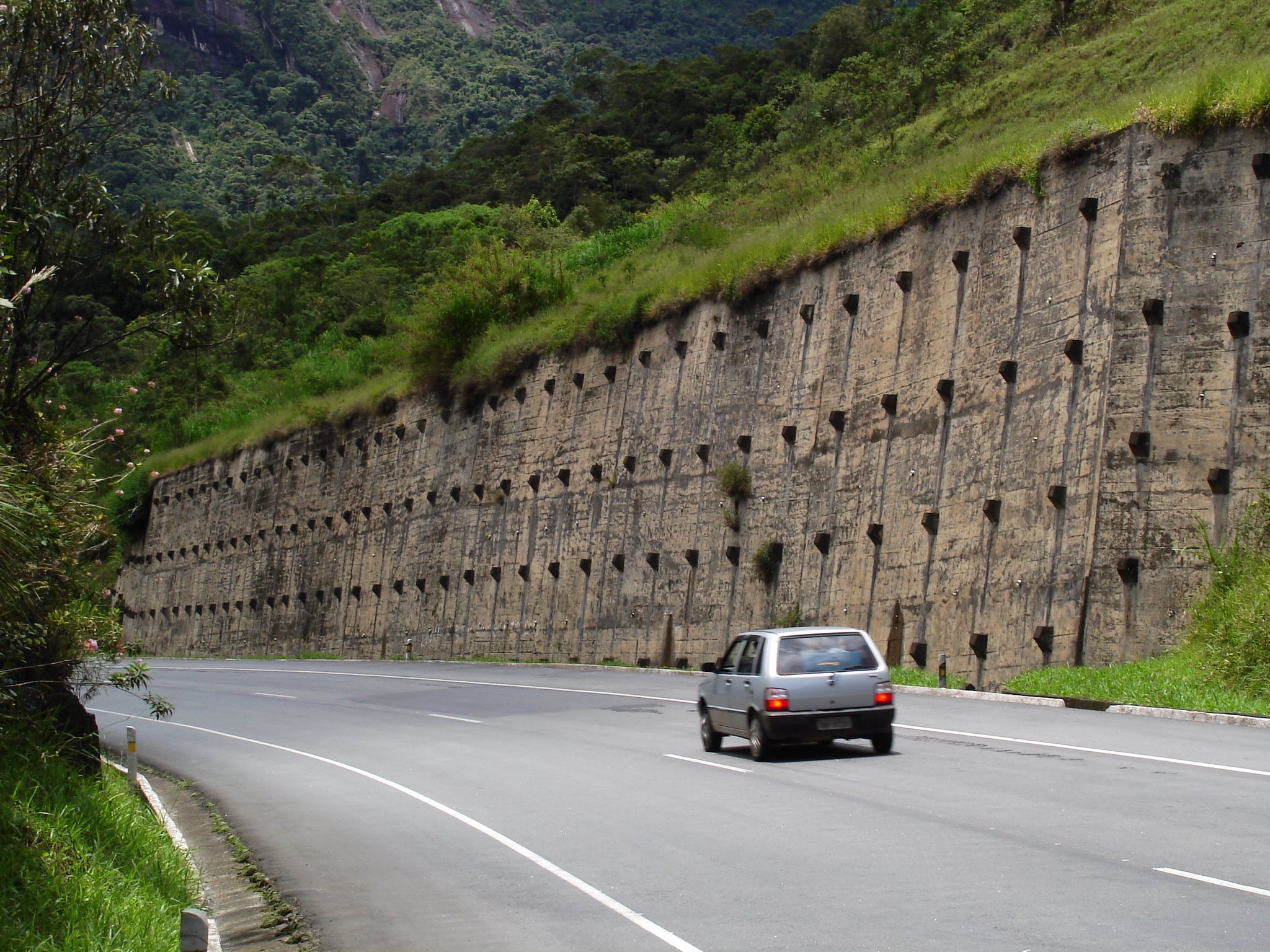
Exemplo de muro de suporte

Muro de suporte (também conhecido como muro de arrimo ou muro de contenção) é uma estrutura de engenharia civil. Servem para "vencer" um desnível de terreno.
São muros relativamente rígidos usados para apoiar o solo lateralmente, para que ele possa ser retido em diferentes níveis nos dois lados. São estruturas projetadas para restringir o solo a uma inclinação que ela não manteria naturalmente (normalmente uma inclinação íngreme, quase vertical ou vertical). Eles são usados para limitar solos entre duas elevações diferentes, geralmente em áreas de terreno com declives indesejáveis ou em áreas onde a paisagem precisa ser moldada severamente e projetada para fins mais específicos, como agricultura nas encostas ou viadutos de estradas.
Há vários tipos de muros de suporte, tais como muros de gravidade (de pedra ou gabiões), muros de Berlim, cortinas de estacas, paredes moldadas, etc.
Certos engenheiros têm alguma dificuldade a calcular os muros de suporte, devido a haver duas correntes filosóficas diferentes:
- Uns optam por calcular os muros com o impulso activo;
- Outros, mais conservadores, aplicam o impulso em repouso por segurança.